# Andrzej Szeptycki (politolog)
Andrzej Roman Szeptycki (ur. 23 marca 1977 w Warszawie) – polski politolog, profesor nauk społecznych w dyscyplinie stosunki międzynarodowe, wykładowca Wydziału Nauk Politycznych i Studiów Międzynarodowych Uniwersytetu Warszawskiego; ekspert Instytutu Strategie 2050, członek partii Polska 2050 Szymona Hołowni. Od stycznia 2024 podsekretarz stanu w Ministerstwie Nauki i Szkolnictwa Wyższego. 

## Życiorys
Syn Izmaiła i Marii. Absolwent IX Liceum Ogólnokształcącego im. Klementyny Hoffmanowej w Warszawie. Ukończył studia w Instytucie Stosunków Międzynarodowych Uniwersytetu Warszawskiego (2000) oraz master studies z historii na Uniwersytecie Paryż-Sorbona (Paryż IV, 2002). W 2004 obronił na UW napisany pod kierunkiem Stanisława Parzymiesa doktorat na temat Dziedzictwo koncepcji generała de Gaulle'a w europejskiej polityce współczesnej Francji. Habilitację uzyskał na UW w 2014 na podstawie monografii Ukraina wobec Rosji. Studium zależności. We wrześniu 2024 otrzymał od prezydenta RP tytuł profesora nauk społecznych w dyscyplinie stosunki międzynarodowe. Zainteresowania badawcze obejmują: politykę zagraniczną i wewnętrzną Ukrainy i Francji; politykę zagraniczną Polski; wybrane aspekty integracji europejskiej; historię stosunków międzynarodowych w Europie; stosunki wyznaniowe w Europie Środkowej i Wschodniej, mniejszości narodowe w Polsce; pamięć i politykę historyczną; postkolonializm.
Od 2004 związany zawodowo z macierzystym Wydziałem (po przekształceniu Wydziałem Nauk Politycznych i Studiów Międzynarodowych), obecnie na stanowisku profesora uczelni w Katedrze Studiów Strategicznych i Bezpieczeństwa Międzynarodowego. W latach 2005–2009 główny specjalista – analityk w Polskim Instytucie Spraw Międzynarodowych (obszary zainteresowań: Ukraina, Francja, polityka wschodnia UE). Od 2016 do 2021 współkoordynator Centrum Studiów Polskich i Europejskich w Instytucie Stosunków Międzynarodowych Kijowskiego Narodowego Uniwersytetu im. Tarasa Szewczenki. Od stycznia do grudnia 2017 współpracownik Ośrodka Kultury Francuskiej i Studiów Frankofońskich UW. Odbył staże i gościnnie wykładał na licznych uczelniach ukraińskich, francuskich i chińskich. Stypendysta Fundacji na rzecz Nauki Polskiej w latach 2005–2006.
W wyborach parlamentarnych w 2023 kandydował do Sejmu z siódmego miejsca listy Trzeciej Drogi w okręgu 19, uzyskując ponad 2,2 tys. głosów. W styczniu 2024 z rekomendacji Polski 2050 objął stanowisko podsekretarza stanu w Ministerstwie Nauki i Szkolnictwa Wyższego.
Do zakresu jego obowiązków należą współpraca międzynarodowa i europejska (z wyłączeniem zadań z zakresu Europejskiej Przestrzeni Badawczej), w tym zadania z zakresu Europejskiego Obszaru Szkolnictwa Wyższego (Proces Boloński), działania na rzecz rozwoju i utrzymania dwustronnej i wielostronnej współpracy z zagranicą,  systemu uznawalności wykształcenia i koordynacji systemu uznawania kwalifikacji zawodowych w Polsce, polityki migracyjnej w obszarze szkolnictwa wyższego i nauki. Szeptycki nadzoruje również Narodową Agencję Wymiany Akademickiej, a także Akademię Kopernikańską i Szkołę Główną Mikołaja Kopernika, a także odpowiada za współpracę z Polsko-Amerykańską Komisją Fulbrighta. Bierze też udział w pracach Komitetu Spraw Europejskich w KPRM.
Jako wiceminister Szeptycki nadzorował opracowanie przez NAWA strategii umiędzynarodowienia nauki i szkolnictwa wyższego w Polsce, z ramienia MNiSW odpowiadał za przygotowanie i realizację ustawy o zmianie niektórych ustaw w celu wyeliminowania nieprawidłowości w systemie wizowym Rzeczypospolitej Polskiej. Wspólnie z wiceminister Marią Mrówczyńską był odpowiedzialny za polską prezydencję w Radzie UE w pierwszej połowie 2025 r. Prowadził ustawę o likwidacji Akademii Kopernikańskiej i Szkoły Głównej Mikołaja Kopernika, zawetowaną przez prezydenta Andrzeja Dudę.
Był członkiem zarządu Oddziału Warszawskiego Polskiego Towarzystwa Studiów Międzynarodowych i wiceprezesem zarządu Fundacji Rodu Szeptyckich (2008–2024), a także stałym współpracownikiem „Nowej Europy Wschodniej”. Publikował w „Gazecie Wyborczej”, „Rzeczpospolitej” i „Tygodniku Powszechnym”.
Filister Korporacji Akademickiej Arkonia. Ekspert związanego z Polską 2050 instytutu Strategie 2050. Członek Klubu Inteligencji Katolickiej.

## Wybrane publikacje
- Andrzej Szeptycki, Francja czy Europa? Dziedzictwo generała de Gaulle’a w polityce zagranicznej V Republiki, Warszawa: Wydawnictwo Naukowe Scholar: Fundacja Studiów Międzynarodowych, 2005.
- Andrzej Szeptycki (red.), Między sąsiedztwem a integracją: założenia, funkcjonowanie i perspektywy Partnerstwa Wschodniego Unii Europejskiej, Warszawa: Dom Wydawniczy Elipsa, 2011.
- Marcin Florian Gawrycki, Andrzej Szeptycki (red.), Podporządkowanie – niedorozwój – wyobcowanie: postkolonializm a stosunki międzynarodowe Wydawnictwa Uniwersytetu Warszawskiego, Warszawa 2011.
- Andrzej Szeptycki (red.), Kościół, naród, państwo. Działalność i dziedzictwo Metropolity Andrzeja Szeptyckiego (1865–1944). Церква, нація, держава. Діяльність та спадщин Митрополита Андрея Шептицького (1865–1944), Kolegium Europy Wschodniej im. Jana Nowaka-Jeziorańskiego – Fundacja Rodu Szeptyckich, Wrocław – Warszawa 2011.
- Andrzej Szeptycki, Ukraina wobec Rosji: studium zależności, Warszawa: Wydawnictwa Uniwersytetu Warszawskiego, 2013.
- Andrzej Szeptycki (red.), Arystokrata ducha: życie i dziedzictwo błogosławionego ojca Klemensa Szeptyckiego (1869–1951), Kolegium Europy Wschodniej im. Jana Nowaka-Jeziorańskiego, Wojnowice, 2018.
- Andrzej Szeptycki, Contemporary Relations between Poland and Ukraine. „The Strategic Partnership” and the Limits Thereof, Peter Lang, 2019.
- Nicolas Maslowski, Andrzej Szeptycki (red.), Pamięć zbiorowa, pojednanie i stosunki międzynarodowe, Wydawnictwa Uniwersytetu Warszawskiego, Warszawa 2020.
- Andrzej Szeptycki, Europa Wschodnia i Kaukaz Południowy: od ukraińskiej „rewolucji godności” do wojny o Górski Karabach, Warszawa, Dom Wydawniczy Elipsa 2021.
- Andrzej Szeptycki, Współczesne stosunki polsko-ukraińskie, Wydawnictwo Naukowe Scholar, Warszawa 2023[26].

Przekłady:
- Thierry de Montbrial(inne języki) (przeł. Andrzej Szeptycki), Działanie i system świata, Warszawa: Wydawnictwo Akademickie Dialog, 2011.
- Emmanuel Todd (przeł. Andrzej Szeptycki, Katarzyna Mączyńska), Schyłek imperium: rozważania o rozkładzie systemu amerykańskiego, Wydawnictwo Akademickie Dialog, Warszawa 2003.